# Liga Nacional Superior de Voleibol Femenino 2013-14
La Liga Nacional Superior de Voleibol del Perú 2013-2014 (oficialmente Liga Nacional de Voleibol Femenino "Copa Movistar" por razones de patrocinio), fue la décima edición desde la implantación de esta competencia nacional de clubes, se inició el 11 de diciembre de 2013 con el programado partido inaugural de temporada entre Sporting Cristal y Deportivo Wanka.

## Formato de Competencia
Al igual que el año anterior, La primera etapa se jugó bajo el sistema de todos contra todos. En la segunda los 8 mejores pasarán a disputar otro round robin. La clasificación final de esta segunda etapa permitirá armar las llaves desde el primer puesto hasta el octavo en la fase de cuartos de final. El torneo se viene desarrollando en su totalidad en el Coliseo Manuel Bonilla. El único partido fuera de este recinto fue en el coliseo del Circolo Sportivo Italiano entre el equipo local y Unión Vallejo.

## Equipos participantes
| Club                      | Ciudad   | Estadio                     | Capacidad |
| ------------------------- | -------- | --------------------------- | --------- |
| Alianza Lima              | Lima     | Manuel Bonilla              | 6.500     |
| Deportivo Géminis         | Lima     | Manuel Bonilla              | 6.500     |
| Deportivo Wanka           | Lima     | Manuel Bonilla              | 6.500     |
| Divino Maestro            | Lima     | Manuel Bonilla              | 6.500     |
| Latino Amisa              | Lima     | Manuel Bonilla              | 6.500     |
| Regatas Lima              | Lima     | Manuel Bonilla              | 6.500     |
| Sporting Cristal          | Lima     | Manuel Bonilla              | 6.500     |
| Sportivo Italiano         | Lima     | Sportivo Italiano           | 600       |
| Túpac Amaru               | Lima     | Manuel Bonilla              | 6.500     |
| Unión Vallejo             | Tarapoto | Coliseo Cerrado de Tarapoto | 3.000     |
| Universidad César Vallejo | Trujillo | Manuel Bonilla              | 6.500     |
| Universidad San Martín    | Lima     | Manuel Bonilla              | 6.500     |

## Primera Fase

### Tabla de posiciones
|     | Equipos                   | Pts | P  | PG | PP |
| --- | ------------------------- | --- | -- | -- | -- |
| 1.  | Universidad César Vallejo | 31  | 11 | 11 | 0  |
| 2.  | Universidad San Martín    | 30  | 11 | 10 | 1  |
| 3.  | Sporting Cristal          | 25  | 11 | 8  | 3  |
| 4.  | Alianza Lima              | 25  | 11 | 8  | 3  |
| 5.  | Deportivo Géminis         | 24  | 11 | 8  | 3  |
| 6.  | Circolo Sportivo Italiano | 18  | 11 | 6  | 5  |
| 7.  | Regatas Lima              | 13  | 11 | 5  | 6  |
| 8.  | Deportivo Wanka           | 12  | 11 | 4  | 7  |
| 9.  | Túpac Amaru               | 9   | 11 | 3  | 8  |
| 10. | Latino Amisa              | 6   | 11 | 2  | 9  |
| 11. | Divino Maestro            | 3   | 11 | 1  | 10 |
| 12. | Unión Vallejo             | 2   | 11 | 0  | 11 |

|  | Clasificados para la Segunda Fase. |

|  | Pasan a la liguilla por la permanencia. |

### Resultados
| Fecha    | Encuentro                                          | Resultado | Set   | Set   | Set   | Set   | Set   | Puntuación total |
| Fecha    | Encuentro                                          | Resultado | 1     | 2     | 3     | 4     | 5     | Puntuación total |
| -------- | -------------------------------------------------- | --------- | ----- | ----- | ----- | ----- | ----- | ---------------- |
| 11-12-13 | Sporting Cristal - Deportivo Wanka                 | 3-0       | 25-21 | 25-9  | 25-13 |       |       | 75-43            |
| 11-12-13 | Alianza Lima - Sportivo Italiano                   | 3-1       | 25-20 | 21-25 | 25-19 | 26-24 |       | 97-88            |
| 13-12-13 | Divino Maestro - Regatas Lima                      | 0-3       | 22-25 | 14-25 | 22-25 |       |       | 58-75            |
| 13-12-13 | Universidad San Martín - Latino Amisa              | 3-0       | 25-14 | 26-24 | 25-14 |       |       | 76-52            |
| 8-1-14   | Sporting Cristal - Unión Vallejo                   | 3-0       | 25-21 | 25-13 | 25-16 |       |       | 75-50            |
| 8-1-14   | Universidad César Vallejo - Túpac Amaru            | 3-0       | 25-14 | 25-19 | 25-15 |       |       | 75-48            |
| 10-1-14  | Deportivo Géminis - Unión Vallejo                  | 3-0       | 25-19 | 25-23 | 25-15 |       |       | 75-57            |
| 10-1-14  | Universidad San Martín - Sportivo Italiano         | 3-0       | 25-10 | 25-17 | 25-18 |       |       | 75-45            |
| 11-1-14  | Túpac Amaru - Deportivo Wanka                      | 0-3       | 17-25 | 23-25 | 14-25 |       |       | 54-75            |
| 11-1-14  | Latino Amisa - Universidad César Vallejo           | 0-3       | 16-25 | 16-25 | 12-25 |       |       | 48-75            |
| 11-1-14  | Alianza Lima - Regatas Lima                        | 3-0       | 25-21 | 25-12 | 25-23 |       |       | 75-56            |
| 12-1-14  | Universidad San Martín - Regatas Lima              | 3-1       | 25-22 | 25-14 | 23-25 | 25-13 |       | 93-74            |
| 12-1-14  | Deportivo Géminis - Divino Maestro                 | 3-0       | 25-18 | 25-20 | 25-22 |       |       | 75-60            |
| 12-1-14  | Unión Vallejo - Túpac Amaru                        | 2-3       | 11-25 | 25-21 | 25-18 | 19-25 | 10-15 | 90-104           |
| 15-1-14  | Sporting Cristal - Divino Maestro                  | 3-0       | 25-13 | 25-14 | 25-15 |       |       | 75-42            |
| 15-1-14  | Universidad César Vallejo - Deportivo Wanka        | 3-0       | 25-19 | 25-18 | 25-7  |       |       | 75-44            |
| 17-1-14  | Latino Amisa - Sportivo Italiano                   | 0-3       | 21-25 | 21-25 | 21-25 |       |       | 63-75            |
| 17-1-14  | Alianza Lima - Deportivo Géminis                   | 3-0       | 25-18 | 25-14 | 25-23 |       |       | 75-55            |
| 18-1-14  | Divino Maestro - Túpac Amaru                       | 0-3       | 23-25 | 20-25 | 26-28 |       |       | 69-78            |
| 18-1-14  | Universidad César Vallejo - Sportivo Italiano      | 3-0       | 25-19 | 25-20 | 25-14 |       |       | 75-53            |
| 18-1-14  | Regatas Lima - Latino Amisa                        | 3-0       | 25-17 | 25-19 | 25-19 |       |       | 75-55            |
| 19-1-14  | Divino Maestro - Deportivo Wanka                   | 2-3       | 25-20 | 19-25 | 31-29 | 18-25 | 13-15 | 106-114          |
| 19-1-14  | Alianza Lima - Túpac Amaru                         | 3-0       | 25-20 | 25-21 | 25-21 |       |       | 75-62            |
| 19-1-14  | Universidad San Martín - Deportivo Géminis         | 3-2       | 21-25 | 25-16 | 25-18 | 19-25 | 15-11 | 105-95           |
| 22-1-14  | Unión Vallejo - Regatas Lima                       | 0-3       | 19-25 | 17-25 | 21-25 |       |       | 57-75            |
| 22-1-14  | Sporting Cristal - Alianza Lima                    | 3-2       | 25-16 | 23-25 | 25-9  | 15-25 | 15-12 | 103-87           |
| 24-1-14  | Universidad San Martín - Sporting Cristal          | 3-1       | 25-19 | 21-25 | 25-21 | 25-11 |       | 96-76            |
| 24-1-14  | Universidad César Vallejo - Unión Vallejo          | 3-0       | 25-6  | 25-12 | 25-13 |       |       | 75-31            |
| 25-1-14  | Regatas Lima - Sportivo Italiano                   | 1-3       | 20-25 | 25-22 | 21-25 | 27-29 |       | 93-101           |
| 25-1-14  | Divino Maestro - Unión Vallejo                     | 3-2       | 19-25 | 25-16 | 21-25 | 25-23 | 15-8  | 105-97           |
| 25-1-14  | Deportivo Géminis - Latino Amisa                   | 3-0       | 25-17 | 25-16 | 25-20 |       |       | 75-53            |
| 26-1-14  | Alianza Lima - Unión Vallejo                       | 3-0       | 25-14 | 25-19 | 25-13 |       |       | 75-46            |
| 26-1-14  | Sporting Cristal - Latino Amisa                    | 3-0       | 25-15 | 25-18 | 25-14 |       |       | 75-47            |
| 26-1-14  | Universidad San Martín - Túpac Amaru               | 3-0       | 25-18 | 25-20 | 25-17 |       |       | 75-55            |
| 29-1-14  | Alianza Lima - Deportivo Wanka                     | 3-0       | 25-14 | 25-16 | 25-22 |       |       | 75-52            |
| 29-1-14  | Deportivo Géminis - Sportivo Italiano              | 3-1       | 18-25 | 25-22 | 25-17 | 25-18 |       | 93-82            |
| 31-1-14  | Universidad San Martín - Deportivo Wanka           | 3-0       | 25-14 | 25-15 | 25-18 |       |       | 75-47            |
| 31-1-14  | Universidad César Vallejo - Regatas Lima           | 3-0       | 25-18 | 27-25 | 25-19 |       |       | 77-62            |
| 1-2-14   | Túpac Amaru - Latino Amisa                         | 3-0       | 25-18 | 29-27 | 25-15 |       |       | 77-60            |
| 1-2-14   | Alianza Lima - Divino Maestro                      | 3-0       | 26-24 | 25-11 | 25-12 |       |       | 76-60            |
| 1-2-14   | Sporting Cristal - Sportivo Italiano               | 3-0       | 27-25 | 28-26 | 25-18 |       |       | 78-69            |
| 2-2-14   | Divino Maestro - Universidad César Vallejo         | 0-3       | 17-25 | 8-25  | 14-25 |       |       | 39-75            |
| 2-2-14   | Túpac Amaru - Sporting Cristal                     | 0-3       | 11-25 | 14-25 | 15-25 |       |       | 40-75            |
| 2-2-14   | Deportivo Géminis - Regatas Lima                   | 3-0       | 25-16 | 25-15 | 25-20 |       |       | 75-51            |
| 5-2-14   | Universidad San Martín - Unión Vallejo             | 3-0       | 25-20 | 25-20 | 25-10 |       |       | 75-50            |
| 5-2-14   | Deportivo Wanka - Latino Amisa                     | 3-0       | 25-13 | 25-16 | 25-17 |       |       | 75-46            |
| 7-2-14   | Unión Vallejo - Latino Amisa                       | 0-3       | 19-25 | 13-25 | 20-25 |       |       | 62-75            |
| 7-2-14   | Universidad San Martín - Divino Maestro            | 3-0       | 25-20 | 25-16 | 25-12 |       |       | 75-48            |
| 8-2-14   | Unión Vallejo - Deportivo Wanka                    | 0-3       | 13-25 | 11-25 | 19-25 |       |       | 63-75            |
| 9-2-14   | Sportivo Italiano - Unión Vallejo                  | 3-0       | 25-13 | 25-9  | 25-22 |       |       | 75-46            |
| 12-2-14  | Sportivo Italiano - Divino Maestro                 | 3-0       | 25-21 | 25-17 | 25-13 |       |       | 75-51            |
| 12-2-14  | Universidad César Vallejo - Deportivo Géminis      | 3-0       | 25-15 | 25-17 | 30-28 |       |       | 80-60            |
| 14-2-14  | Sportivo Italiano - Deportivo Wanka                | 3-0       | 25-16 | 25-16 | 25-23 |       |       | 75-55            |
| 14-2-14  | Regatas Lima - Sporting Cristal                    | 0-3       | 16-25 | 20-25 | 20-25 |       |       | 56-75            |
| 15-2-14  | Divino Maestro - Latino Amisa                      | 1-3       | 21-25 | 21-25 | 25-23 | 18-25 |       | 85-98            |
| 15-2-14  | Deportivo Géminis - Sporting Cristal               | 3-2       | 27-25 | 25-22 | 22-25 | 17-25 | 15-11 | 106-108          |
| 16-2-14  | Regatas Lima - Deportivo Wanka                     | 3-2       | 20-25 | 25-23 | 25-23 | 23-25 | 15-11 | 108-107          |
| 16-2-14  | Alianza Lima - Universidad César Vallejo           | 0-3       | 21-25 | 11-25 | 24-26 |       |       | 56-76            |
| 19-2-14  | Deportivo Géminis - Tupac Amaru                    | 3-0       | 25-16 | 25-18 | 25-18 |       |       | 75-52            |
| 19-2-14  | Alianza Lima - Universidad San Martín              | 1-3       | 19-25 | 19-25 | 25-21 | 23-25 |       | 86-96            |
| 21-2-14  | Regatas Lima - Tupac Amaru                         | 3-2       | 25-21 | 25-14 | 19-25 | 11-25 | 15-10 | 95-95            |
| 21-2-14  | Universidad César Vallejo - Sporting Cristal       | 2-3       | 21-25 | 25-16 | 21-25 | 25-18 | 15-10 | 107-94           |
| 22-2-14  | Alianza Lima - Latino Amisa                        | 3-0       | 25-7  | 25-10 | 25-8  |       |       | 75-25            |
| 22-2-14  | Deportivo Géminis - Deportivo Wanka                | 3-0       | 25-17 | 25-19 | 25-22 |       |       | 107-94           |
| 23-2-14  | Sportivo Italiano - Tupac Amaru                    | 3-0       | 26-24 | 25-13 | 25-17 |       |       | 76-54            |
| 23-2-14  | Universidad César Vallejo - Universidad San Martín | 3-2       | 25-15 | 25-23 | 20-25 | 20-25 | 15-10 | 105-98           |

## Segunda Fase

### Tabla de posiciones
|    | Equipos                   | Pts | P | PG | PP |
| -- | ------------------------- | --- | - | -- | -- |
| 1. | Universidad César Vallejo | 21  | 7 | 7  | 0  |
| 2. | Sporting Cristal          | 17  | 7 | 6  | 1  |
| 3. | Deportivo Géminis         | 14  | 7 | 5  | 2  |
| 4. | Universidad San Martín    | 12  | 7 | 4  | 3  |
| 5. | Alianza Lima              | 10  | 7 | 3  | 4  |
| 6. | Sportivo Italiano         | 7   | 7 | 2  | 5  |
| 7. | Deportivo Wanka           | 2   | 7 | 1  | 6  |
| 8. | Regatas Lima              | 1   | 7 | 0  | 7  |

### Resultados
| Fecha    | Encuentro                                          | Resultado | Set   | Set   | Set   | Set   | Set   | Puntuación total |
| Fecha    | Encuentro                                          | Resultado | 1     | 2     | 3     | 4     | 5     | Puntuación total |
| -------- | -------------------------------------------------- | --------- | ----- | ----- | ----- | ----- | ----- | ---------------- |
| 05-03-14 | Universidad San Martín - Regatas Lima              | 3-0       | 25-10 | 25-18 | 25-15 |       |       | 75-43            |
| 05-03-14 | Sporting Cristal - Deportivo Géminis               | 3-1       | 25-16 | 25-19 | 23-25 | 25-22 |       | 98-82            |
| 07-03-14 | Universidad César Vallejo - Deportivo Wanka        | 3-0       | 25-16 | 25-13 | 25-21 |       |       | 75-60            |
| 07-03-14 | Alianza Lima - Sportivo Italiano                   | 3-0       | 25-19 | 25-19 | 25-21 |       |       | 75-59            |
| 12-03-14 | Universidad César Vallejo - Regatas Lima           | 3-0       | 25-16 | 25-15 | 25-13 |       |       | 75-44            |
| 12-03-14 | Sporting Cristal - Alianza Lima                    | 3-0       | 25-23 | 26-24 | 25-10 |       |       | 76-57            |
| 14-03-14 | Sportivo Italiano - Deportivo Wanka                | 3-0       | 25-19 | 28-26 | 25-18 |       |       | 78-63            |
| 14-03-14 | Deportivo Géminis - Regatas Lima                   | 3-1       | 23-25 | 25-12 | 25-23 | 25-23 |       | 98-83            |
| 16-03-14 | Sporting Cristal - Deportivo Wanka                 | 3-1       | 23-25 | 25-13 | 25-15 | 25-22 |       | 98-75            |
| 16-03-14 | Universidad San Martín - Alianza Lima              | 3-0       | 25-22 | 25-18 | 25-12 |       |       | 75-52            |
| 19-03-14 | Universidad César Vallejo - Sportivo Italiano      | 3-1       | 25-15 | 23-25 | 25-20 | 25-20 |       | 98-80            |
| 19-03-14 | Universidad San Martín - Deportivo Géminis         | 0-3       | 23-25 | 17-25 | 23-25 |       |       | 63-75            |
| 21-03-14 | Alianza Lima - Regatas Lima                        | 3-0       | 25-23 | 25-18 | 25-21 |       |       | 75-62            |
| 21-03-14 | Sporting Cristal - Sportivo Italiano               | 3-0       | 25-21 | 27-25 | 25-21 |       |       | 77-67            |
| 23-03-14 | Universidad San Martín - Deportivo Wanka           | 3-0       | 29-27 | 25-15 | 25-15 |       |       | 79-57            |
| 23-03-14 | Universidad César Vallejo - Deportivo Géminis      | 3-0       | 25-22 | 25-21 | 25-20 |       |       | 75-63            |
| 26-03-14 | Universidad San Martín - Sportivo Italiano         | 3-2       | 25-20 | 24-26 | 23-25 | 25-15 | 16-14 | 113-100          |
| 26-03-14 | Universidad César Vallejo - Sporting Cristal       | 3-1       | 25-18 | 25-18 | 18-25 | 25-20 |       | 93-81            |
| 28-03-14 | Deportivo Wanka - Regatas Lima                     | 3-2       | 22-25 | 25-19 | 25-19 | 16-25 | 15-12 | 103-100          |
| 28-03-14 | Deportivo Géminis - Alianza Lima                   | 3-2       | 24-26 | 21-25 | 25-15 | 25-20 | 20-18 | 115-104          |
| 29-03-14 | Sportivo Italiano - Regatas Lima                   | 3-1       | 25-14 | 25-15 | 22-25 | 25-14 |       | 97-68            |
| 29-03-14 | Universidad San Martín - Sporting Cristal          | 2-3       | 14-25 | 25-19 | 23-25 | 25-23 | 14-16 | 101-108          |
| 30-03-14 | Deportivo Géminis - Deportivo Wanka                | 3-0       | 25-21 | 25-23 | 25-18 |       |       | 75-62            |
| 30-03-14 | Universidad César Vallejo - Alianza Lima           | 3-0       | 25-18 | 25-19 | 25-23 |       |       | 75-50            |
| 02-04-14 | Alianza Lima - Deportivo Wanka                     | 3-0       | 25-23 | 25-18 | 25-16 |       |       | 75-57            |
| 02-04-14 | Sporting Cristal - Regatas Lima                    | 3-1       | 25-18 | 25-23 | 19-25 | 25-22 |       | 94-88            |
| 04-04-14 | Deportivo Géminis - Sportivo Italiano              | 3-0       | 25-22 | 25-18 | 25-17 |       |       | 75-57            |
| 04-04-14 | Universidad César Vallejo - Universidad San Martín | 3-1       | 25-13 | 25-23 | 20-25 | 25-14 |       | 95-75            |

## Por la Permanencia

### Tabla de posiciones
|    | Equipos        | Pts | P | PG | PP |
| -- | -------------- | --- | - | -- | -- |
| 1. | Túpac Amaru    | 9   | 3 | 3  | 0  |
| 2. | Latino Amisa   | 5   | 3 | 2  | 1  |
| 3. | Unión Vallejo  | 4   | 3 | 1  | 2  |
| 4. | Divino Maestro | 0   | 3 | 0  | 3  |

|  | Disputarán un hexagonal por el descenso con los primeros tres de la Liga Intermedia. |

### Resultados
Las primeras dos fechas de disputraron en el Coliseo Manuel Bonilla, mientras que la última jornada se disputó en el Circolo Sportivo Italiano.
| Fecha    | Encuentro                      | Resultado | Set   | Set   | Set   | Set   | Set   | Puntuación total |
| Fecha    | Encuentro                      | Resultado | 1     | 2     | 3     | 4     | 5     | Puntuación total |
| -------- | ------------------------------ | --------- | ----- | ----- | ----- | ----- | ----- | ---------------- |
| 16-03-14 | Túpac Amaru - Unión Vallejo    | 3-1       | 25-22 | 21-25 | 25-18 | 25-14 |       | 96-76            |
| 16-03-14 | Latino Amisa - Divino Maestro  | 3-1       | 25-12 | 25-12 | 23-25 | 25-23 |       | 98-71            |
| 22-03-14 | Túpac Amaru - Divino Maestro   | 3-1       | 25-17 | 25-18 | 21-25 | 25-16 |       | 96-76            |
| 22-03-14 | Latino Amisa - Unión Vallejo   | 3-2       | 23-25 | 26-24 | 28-30 | 25-21 | 16-14 | 118-114          |
| 23-03-14 | Túpac Amaru - Latino Amisa     | 3-0       | 25-19 | 25-18 | 21-9  | 25-21 |       | 75-49            |
| 23-03-14 | Divino Maestro - Unión Vallejo | 1-3       | 25-18 | 23-25 | 17-25 | 21-25 |       | 86-93            |

## Tercera Fase
|  | Cuartos de final  | Cuartos de final  |                  |                  | Semifinales       | Semifinales  |  |  | Final | Final |
|  |                   |                   |                  |                  |                   |              |  |  |       |       |
|  |                   |                   |                  |                  |                   |              |  |  |       |       |
|  |                   |                   |                  |                  |                   |              |  |  |       |       |
|  | Sporting Cristal  | 2                 |                  |                  |                   |              |  |  |       |       |
|  | Sporting Cristal  | 2                 |                  |                  |                   |              |  |  |       |       |
|  | Deportivo Wanka   | 0                 |                  |                  |                   |              |  |  |       |       |
|  | Deportivo Wanka   | 0                 | Sporting Cristal | 2                |                   |              |  |  |       |       |
|  |                   |                   | Sporting Cristal | 2                |                   |              |  |  |       |       |
|  |                   | Deportivo Géminis | 0                |                  |                   |              |  |  |       |       |
|  | Deportivo Géminis | Deportivo Géminis | 0                | 2                |                   |              |  |  |       |       |
|  | Deportivo Géminis |                   |                  | 2                |                   |              |  |  |       |       |
|  | Sportivo Italiano | 0                 |                  |                  |                   |              |  |  |       |       |
|  | Sportivo Italiano | 0                 | Sporting Cristal | 0                |                   |              |  |  |       |       |
|  |                   |                   | Sporting Cristal | 0                |                   |              |  |  |       |       |
|  |                   | U. San Martín     | 2                |                  |                   |              |  |  |       |       |
|  | U. César Vallejo  | U. San Martín     | 2                | 2                |                   |              |  |  |       |       |
|  | U. César Vallejo  |                   |                  | 2                |                   |              |  |  |       |       |
|  | Regatas Lima      | 0                 |                  |                  |                   |              |  |  |       |       |
|  | Regatas Lima      | 0                 | U. César Vallejo | 0                | Tercer lugar      | Tercer lugar |  |  |       |       |
|  |                   |                   | U. César Vallejo | 0                |                   |              |  |  |       |       |
|  |                   | U. San Martín     | 2                |                  |                   |              |  |  |       |       |
|  | U. San Martín     | U. San Martín     | 2                | 2                | Deportivo Géminis | 0            |  |  |       |       |
|  | U. San Martín     |                   |                  | 2                | Deportivo Géminis | 0            |  |  |       |       |
|  | Alianza Lima      | 0                 |                  | U. César Vallejo | 2                 |              |  |  |       |       |
|  | Alianza Lima      | 0                 |                  |                  | 2                 |              |  |  |       |       |
|  |                   |                   |                  |                  |                   |              |  |  |       |       |
|  |                   |                   |                  |                  |                   |              |  |  |       |       |

### Cuartos de final
Los encuentros de esta etapa se disputaron en el Coliseo Salesiano de Breña y el Coliseo Manuel Bonilla en Miraflores.

#### Ida
| Fecha    | Encuentro                                | Resultado | Set   | Set   | Set   | Set | Set | Puntuación total |
| Fecha    | Encuentro                                | Resultado | 1     | 2     | 3     | 4   | 5   | Puntuación total |
| -------- | ---------------------------------------- | --------- | ----- | ----- | ----- | --- | --- | ---------------- |
| 09-04-13 | Sporting Cristal - Deportivo Wanka       | 3-0       | 25-12 | 25-15 | 25-23 |     |     | 75-50            |
| 09-04-13 | Deportivo Géminis - Sportivo Italiano    | 3-0       | 25-19 | 26-24 | 25-23 |     |     | 76-66            |
| 11-04-13 | Universidad César Vallejo - Regatas Lima | 3-0       | 25-19 | 25-17 | 25-14 |     |     | 75-60            |
| 11-04-13 | Universidad San Martín - Alianza Lima    | 3-0       | 25-18 | 25-13 | 25-15 |     |     | 75-46            |

#### Vuelta
| Fecha    | Encuentro                                | Resultado | Set   | Set   | Set   | Set   | Set  | Puntuación total |
| Fecha    | Encuentro                                | Resultado | 1     | 2     | 3     | 4     | 5    | Puntuación total |
| -------- | ---------------------------------------- | --------- | ----- | ----- | ----- | ----- | ---- | ---------------- |
| 12-04-13 | Deportivo Wanka - Sporting Cristal       | 0-3       | 17-25 | 15-25 | 14-25 |       |      | 46-75            |
| 12-04-13 | Sportivo Italiano - Deportivo Géminis    | 2-3       | 22-25 | 25-21 | 25-23 | 12-25 | 8-15 | 92-109           |
| 13-04-13 | Regatas Lima - Universidad César Vallejo | 0-3       | 15-25 | 21-25 | 23-25 |       |      | 59-75            |
| 13-04-13 | Alianza Lima - Universidad San Martín    | 0-3       | 24-26 | 15-25 | 16-25 |       |      | 55-76            |

### Semifinales
Todos los partidos de esta etapa se disputaron en el Coliseo Manuel Bonilla.

#### Ida
| Fecha    | Encuentro                                          | Resultado | Set   | Set   | Set   | Set   | Set   | Puntuación total |
| Fecha    | Encuentro                                          | Resultado | 1     | 2     | 3     | 4     | 5     | Puntuación total |
| -------- | -------------------------------------------------- | --------- | ----- | ----- | ----- | ----- | ----- | ---------------- |
| 18-04-14 | Sporting Cristal - Deportivo Géminis               | 3-2       | 23-25 | 25-21 | 25-17 | 20-25 | 15-13 | 108-101          |
| 18-04-14 | Universidad San Martín - Universidad César Vallejo | 3-2       | 25-22 | 16-25 | 17-25 | 25-22 | 15-13 | 98-107           |

#### Vuelta
| Fecha    | Encuentro                                          | Resultado | Set   | Set   | Set   | Set   | Set   | Puntuación total |
| Fecha    | Encuentro                                          | Resultado | 1     | 2     | 3     | 4     | 5     | Puntuación total |
| -------- | -------------------------------------------------- | --------- | ----- | ----- | ----- | ----- | ----- | ---------------- |
| 20-04-14 | Sporting Cristal - Deportivo Géminis               | 3-0       | 25-19 | 25-20 | 25-15 |       |       | 75-54            |
| 20-04-14 | Universidad San Martín - Universidad César Vallejo | 3-2       | 11-25 | 25-12 | 18-25 | 25-14 | 15-12 | 94-88            |

### Tercer Puesto
| Fecha    | Encuentro                                     | Resultado | Set   | Set   | Set   | Set   | Set   | Puntuación total |
| Fecha    | Encuentro                                     | Resultado | 1     | 2     | 3     | 4     | 5     | Puntuación total |
| -------- | --------------------------------------------- | --------- | ----- | ----- | ----- | ----- | ----- | ---------------- |
| 23-04-13 | Deportivo Géminis - Universidad César Vallejo | 1-3       | 19-25 | 25-22 | 23-25 | 22-25 |       | 89-97            |
| 25-04-13 | Deportivo Géminis - Universidad César Vallejo | 2-3       | 25-20 | 19-25 | 25-19 | 19-25 | 12-15 | 100-104          |

### Final
| Fecha    | Encuentro                                 | Resultado | Set   | Set   | Set   | Set   | Set | Puntuación total |
| Fecha    | Encuentro                                 | Resultado | 1     | 2     | 3     | 4     | 5   | Puntuación total |
| -------- | ----------------------------------------- | --------- | ----- | ----- | ----- | ----- | --- | ---------------- |
| 23-04-14 | Sporting Cristal - Universidad San Martín | 1-3       | 25-23 | 32-34 | 22-25 | 15-25 |     | 94-107           |
| 25-04-14 | Universidad San Martín - Sporting Cristal | 3-1       | 25-18 | 25-23 | 23-25 | 25-17 |     | 98-78            |

| Perú                               |
| Campeón                            |
| Universidad San Martín 1.er título |

## Clasificación General
Los 4 primeros lugares se rigen por cuartos de final; el resto de puestos, por puntaje acumulado. El último lugar pierde la categoría. 
|    | Equipos               |
| -- | --------------------- |
|    | 'Univ. San Martín'    |
|    | 'Sporting Cristal'    |
|    | 'Univ. César Vallejo' |
| 4  | Deportivo Géminis     |
| 5  | Alianza Lima          |
| 6  | Circolo Italiano      |
| 7  | Regatas Lima          |
| 8  | Deportivo Wanka       |
| 9  | Túpac Amaru           |
| 10 | Latino Amisa          |
| 11 | Divino Maestro        |
| 12 | Unión Vallejo         |

|  | Clasificadas al Campeonato Sudamericano de Clubes de Voleibol Femenino |

## Premios individuales
Culminado el certamen se premiaron a las mejores jugadoras del torneo: